# Aulagromyza gargi
Aulagromyza gargi är en tvåvingeart som beskrevs av Singh och Ipe 1973. Aulagromyza gargi ingår i släktet Aulagromyza och familjen minerarflugor. Inga underarter finns listade i Catalogue of Life.